# Homo rudolfensis
Homo rudolfensis ist eine ausgestorbene Art der Gattung Homo. Sie gilt als die ursprünglichste bisher beschriebene Art dieser Gattung. Fossilien, die als Homo rudolfensis interpretiert wurden, sind rund zwei Millionen Jahre alt und stammen aus Ostafrika.

## Namensgebung
Die Bezeichnung der Gattung Homo ist abgeleitet von lateinisch hŏmō [ˈhɔmoː] „Mensch“. Das Epitheton rudolfensis verweist auf den Fundort am Rudolfsee (heute Turkana-See) in Kenia. Homo rudolfensis bedeutet demnach „Mensch vom Rudolfsee“.
Die insgesamt bescheidene Anzahl von Funden hat dazu geführt, dass wegen der zeitlichen und morphologischen Nähe zu den Australopithecinen auch die Bezeichnung Australopithecus rudolfensis vorgeschlagen wurde, ferner die Bezeichnungen Kenyanthropus rudolfensis (wegen des möglicherweise extrem flachen Gesichtschädels; vergl. Kenyanthropus platyops) und Pithecanthropus rudolfensis (in Anlehnung an Haeckels hypothetischen Urmenschen Pithecanthropus primigenius). „Trotz der unvollständigen Funde besteht jedoch kaum ein Zweifel, dass Homo rudolfensis zur Abstammungslinie des Menschen gehört.“

## Erstbeschreibung
Holotypus von Homo rudolfensis ist ein 1972 unter der Leitung von Richard Leakey von Bernard Ngeneo bei Koobi Fora gefundener, stark abgeschabter und zahnloser Schädel mit teilweise erhaltenem Oberkiefer, aber ohne Unterkiefer, mit der Sammlungsnummer KNM-ER 1470 (siehe Abbildung rechts oben). Dieser Schädel wurde erstmals 1973 von Richard Leakey wissenschaftlich beschrieben, jedoch zunächst keiner bis dahin benannten Art, sondern bloß der Gattung Homo zugeordnet. 1976 mutmaßte Leakey, der Schädel könne Homo habilis zugeordnet werden. Erst 1986 wurde der Schädel schließlich in einem Buch von Valerii Alexeev (Валерий Павлович Алексеев) als Homo rudolfensis ausgewiesen; 1992 wurde die Einordnung der Art an der Basis einer zum anatomisch modernen Menschen führenden Entwicklungslinie postuliert. Gleichwohl wurde 2001 erwogen, den Schädel KNM-ER 1470 der neu beschriebenen Art Kenyanthropus platyops zuzuordnen.
Eine Besonderheit der Erstbeschreibung ist, dass der Schädel KNM-ER 1470 ohne vorhergehende Peer Review als Holotypus benannt wurde und ohne dass Alexeev das originale Fossil mit anderen Fossilien verglichen hatte. Zudem hatte Alexeev in seinem 1986 publizierten Buch eine Terminologie verwendet, wie sie in der Fachliteratur nur vor 1950 üblich war. So bezeichnete er Homo heidelbergensis als „Pithecanthropus heidelbergensis“, Homo soloensis als „Pithecanthropus soloensis“, und für den Schädel KNM-ER 1470 wählte er den Artnamen „Pithecanthropus rudolfensis“, obwohl die Gattung Pithecanthropus seit mehr als 30 Jahren als veraltetes Synonym für die Gattung Homo galt; erst seit Bernard Wood 1991 in einem Forschungsbericht die Bezeichnung Homo rudolfensis verwendete, gilt die Art – unter dieser Bezeichnung – als weithin anerkannt.
Verwahrort der Funde ist das Kenianische Nationalmuseum in Nairobi; KNM steht für das Museum, ER für East-Rudolf, das Ostufer des Turkana-Sees.

## Weitere Funde
Ob die Merkmale des Fossils KNM-ER 1470 charakteristisch für seine gesamte Population oder lediglich eine spezielle Merkmalsausprägung innerhalb einer formenreichen Art waren, konnte zunächst nicht geklärt werden. Erst die 2012 publizierten Funde des Oberkiefers KNM-ER 62000 und des teilweise bezahnten Unterkiefers KNM-ER 60000 brachten hier Klarheit, indem sie belegen, dass mehrere einander sehr ähnliche Individuen existierten.
Weitere Funde, die Homo rudolfensis zugeschrieben werden, wurden in unmittelbarer Nähe zum Typusexemplar gemacht (der Unterkiefer KNM-ER 1802) sowie in Äthiopien (Omo-Gebiet) und Malawi. In Malawi fand der deutsche Paläoanthropologe Friedemann Schrenk 1991 den Unterkiefer UR 501, für den ein Alter von 2,5 Millionen Jahre berechnet wurde. Aufgrund dieser Datierung kann Homo rudolfensis als der älteste Vertreter der Gattung Homo interpretiert werden.
Warum die Art ausgestorben ist, ist nicht bekannt.

## Merkmale

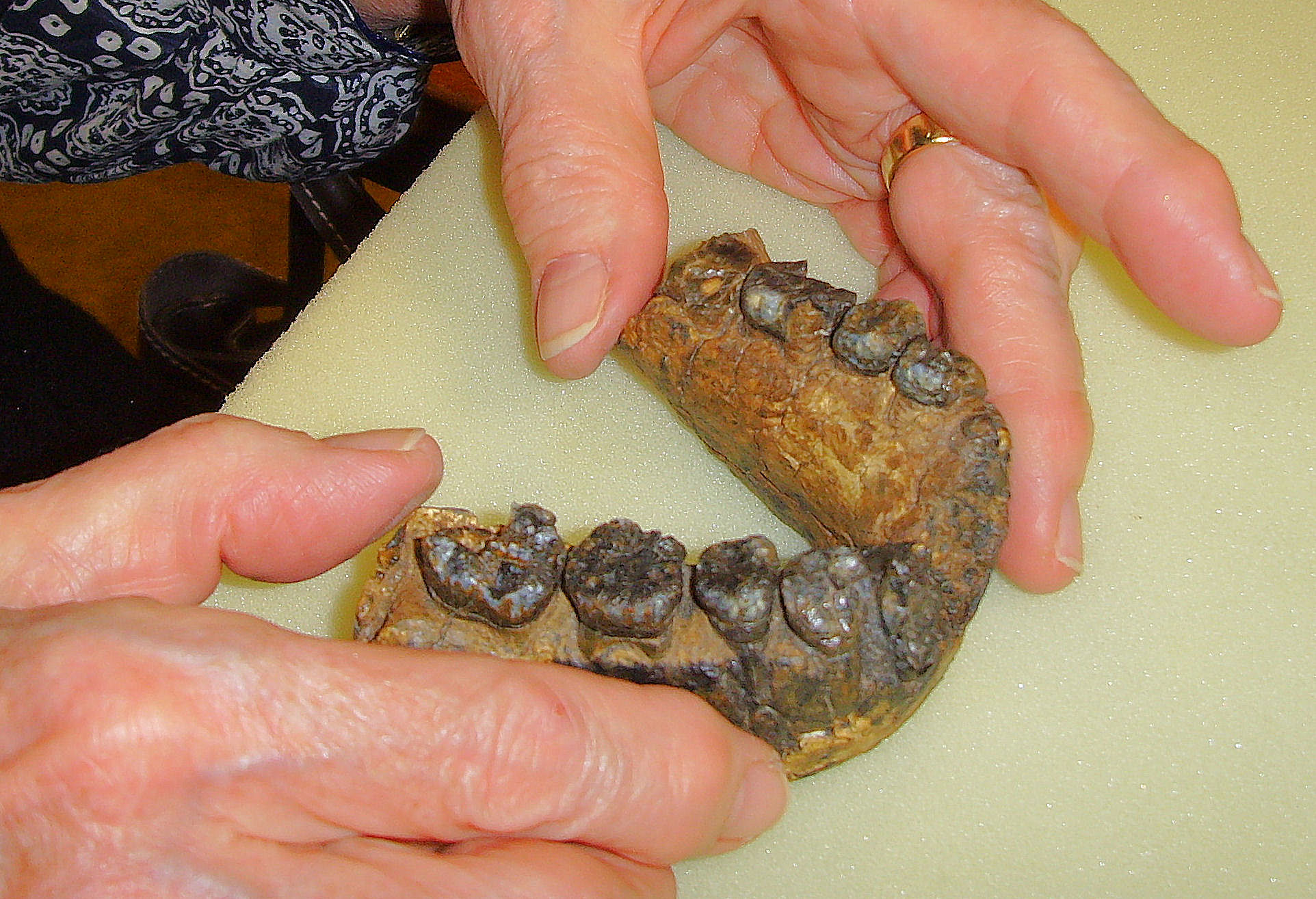
Das zweitälteste Fossil der Gattung Homo: der Unterkiefer UR 501 (Original, Sammlung Schrenk im Naturmuseum Senckenberg)

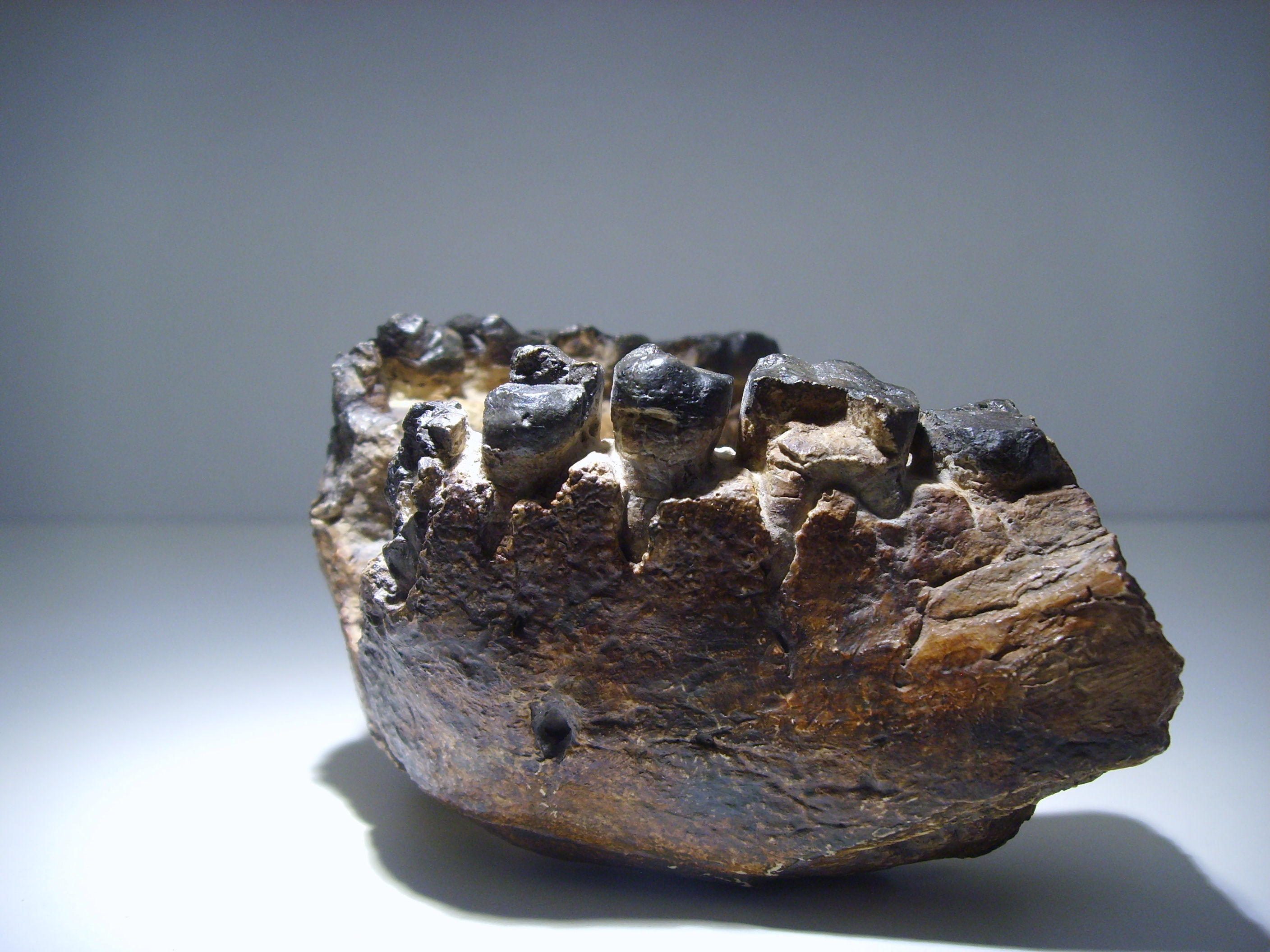
UR 501, seitliche Ansicht (Nachbildung)

Das Gehirnvolumen von Homo rudolfensis beträgt etwa 750 cm³; die Anordnung der Zähne in Ober- und Unterkiefer sowie die Form beider Kiefer ähnelt in vielerlei Hinsicht derjenigen von Paranthropus. Da die Schädelfunde stark fragmentiert waren, blieb zunächst unklar, ob das recht lange Gesicht und der Unterkiefer prognath (nach vorn ragend) oder eher orthognath (senkrecht) angeordnet waren; ein Überaugenwulst ist nicht vorhanden. Erst der Oberkiefer KNM-ER 62000, bei dem auch der Gaumenknochen und die vorderen Gesichtsknochen erhalten geblieben sind, bestätigte die ausgeprägte Orthognathie und zeigt auffallende Ähnlichkeiten mit dem Fossil KNM-ER 1470; die aus der gleichen Epoche stammenden und Homo habilis zugeschriebenen Funde sind hingegen deutlich prognath. Der gut erhaltene Unterkiefer KNM-ER 60000 stammt von einem anderen Individuum, „passt“ jedoch aufgrund seiner Bogenform grundsätzlich zum Fossil  KNM-ER 1470 und wurde daher der gleichen Art zugeschrieben.
Bisher wurden keine zusammenhängenden Skelettfunde von Homo rudolfensis bekannt, so dass sein Körperbau unterhalb des Kopfes ungesichert ist. Allerdings wurde in den gleichen Fundschichten eine Fülle von einzelnen Extremitäten-Knochen sowie ein Becken (Sammlungsnummer LMN-ER 3228) entdeckt, die sich erheblich von Australopithecus-Funden unterscheiden und eher denen moderner Menschen ähneln. Sollten diese Funde zu Homo rudolfensis gehören (was insofern wahrscheinlich ist, als bisher keine anderen Zahn- oder Schädelfunde aus diesen Schichten bekannt sind, die zu einer parallel existierenden Spezies der Gattung Homo gehören könnten), dann „stand die Spezies häufig und über längere Zeit hinweg aufrecht“. Die Körpergröße von KNM-ER 1472 und KNM-ER 1481 hätte knapp 150 cm betragen, das Körpergewicht knapp 50 kg; für den Oberschenkelknochen KNM-ER 3728 ergäbe die Rekonstruktion des kompletten Individuums eine Körpergröße von 145 cm und ein Gewicht von 45 kg.
In unmittelbarem Fundzusammenhang mit Fossilien des Homo rudolfensis wurden bisher keine Steinwerkzeuge entdeckt, wohl aber in geringfügig jüngeren Fundhorizonten am westlichen Turkana-See. Daher ist es nicht gesichert, gilt aber als möglich, dass Homo rudolfensis der erste Homininus war, der Steingeräte nutzte. Aufgrund von Zahnuntersuchungen geht man davon aus, dass Homo rudolfensis „überwiegend Pflanzenfresser“ war. Begleitfunde (darunter Verwandte von Gazellen, Elefanten und Schakalen, aber auch von Flusspferden und Pavianen) deuten darauf hin, dass der Lebensraum von Homo rudolfensis eine abwechslungsreiche Mischung aus offenen, savannenartigen Graslandschaften und Galeriewäldern mit dichtem Unterholz aufwies.
Eine Abgrenzung von Homo rudolfensis und Homo habilis „lege artis“ (den Gepflogenheiten in der Paläoanthropologie entsprechend) ist derzeit ausgeschlossen, da diese Abgrenzung auf einem Vergleich der Typusexemplare beider Arten zu beruhen hätte. Ein solcher Vergleich ist jedoch nicht möglich, da als Typusexemplar von Homo rudolfensis ein Schädel mit unbezahntem Oberkiefer bestimmt wurde, als Typusexemplar von Homo habilis hingegen ein bezahnter Unterkiefer.
| Merkmal               | Homo rudolfensis                     | Homo habilis         |
| --------------------- | ------------------------------------ | -------------------- |
| Gehirnvolumen         | ca. 750 cm³ geschätzt                | ca. 610 cm³          |
| Überaugenwulst        | fehlt                                | leicht entwickelt    |
| obere Vorbackenzähne  | 3 Wurzeln                            | 2 Wurzeln            |
| untere Vorbackenzähne | breite Kronen                        | schmale Kronen       |
| Weisheitszahn         | verkleinert                          | nicht verkleinert    |
| Gliedmaßen            | „abgeleitet“ keine eindeutigen Funde | Pongiden-ähnlich     |
| Oberschenkel          | Homo-ähnlich (?)                     | wie Australopithecus |
| Fuß                   | Homo-ähnlich (?)                     | wie Australopithecus |

## Datierung
In der ersten Publikation, 1973, wurde dem Schädel KNM-ER 1470 ein Alter von 2,6 Millionen Jahren zugeschrieben; spätere Messungen korrigierten diese Angabe zu 1,9 Millionen Jahren. Diese Messungen gelten als sehr verlässlich, weil alle Fossilien von Homo rudolfensis in Koobi Fora zwischen zwei Vulkanascheschichten liegen, deren Alter mit 1,9 und 1,88 Millionen Jahren bestimmt wurde. Wesentlich älter ist der gleichfalls zu Homo rudolfensis gestellte Unterkiefer UR 501 aus  Malawi, für den ein Alter von 2,5 Millionen Jahre berechnet wurde.

## Ernährung
Auch nach Jahrmillionen kann man anhand der Zusammensetzung von Kohlenstoff- und Sauerstoff-Isotopen in Zahnschmelz-Proben rekonstruieren, welche Nahrungsmittel das Individuum gegessen hat. Insbesondere ist es möglich, durch geochemische Analysen die verzehrten Anteile von C3-Pflanzen und von C4-Pflanzen zu unterscheiden. Einer 2018 publizierten Studie zufolge ernährte sich Homo rudolfensis zu 60 bis 70 Prozent von C3-Pflanzen: „Das waren vermutlich vornehmlich Teile von Bäumen, beispielsweise deren Früchte, Blätter und Knollen. Es wurden beträchtlich weniger Pflanzenbestandteile verzehrt, die heute in offenen afrikanischen Savannen dominieren.“

## Belege
1. ↑  Bernard Wood und Mark Collard: The Human Genus. In: Science. Band 284, Nr. 5411, 1999, S. 65–71, doi:10.1126/science.284.5411.65.
2. ↑  Gary J. Sawyer, Viktor Deak: Der lange Weg zum Menschen. Lebensbilder aus 7 Millionen Jahren Evolution. Spektrum Akademischer Verlag, Heidelberg 2008, S. 83.
3. ↑  Richard Leakey: Evidence for an Advanced Plio-Pleistocene Hominid from East Rudolf, Kenya. In: Nature. Band 242, 1973, S. 447–450, doi:10.1038/242447a0.
4. ↑  Richard E. Leakey: Hominids in Africa. In: American Scientist. Band 64, Nr. 2, 1976, S. 174–178, JSTOR:27847157.
5. ↑  Valerii P. Alexeev: The Origin of the Human Race. Progress Publishers, Moskau 1986. Nachdruck der für Homo rudolfensis relevanten Seiten 89–94 in: W. Eric Meikle, Sue Taylor Parker: Naming our Ancestors. An Anthology of Hominid Taxonomy. Waveland Press, Prospect Heights (Illinois) 1994, ISBN 0-88133-799-4, S. 143–147.
6. ↑  Bernard Wood: Origin and evolution of the genus Homo. In: Nature. Band 355, 1992, S. 783–790, doi:10.1038/355783a0.
7. ↑  Meave Leakey, Fred Spoor, Frank H. Brown et al.: New hominin genus from eastern Africa shows diverse middle Pliocene lineages. In: Nature. Band 410, 2001, S. 433–440, doi:10.1038/35068500.
8. ↑  W. Eric Meikle, Sue Taylor Parker: Naming our Ancestors. An Anthology of Hominid Taxonomy. Waveland Press, Prospect Heights (Illinois) 1994, ISBN 0-88133-799-4, S. 142.
9. ↑  Bernard Wood: Koobi Fora Research Project. Volume 4: Hominid cranial remains. Clarendon Press, Oxford 1991.
10. 1 2  Meave Leakey et al.: New fossils from Koobi Fora in northern Kenya confirm taxonomic diversity in early Homo. In: Nature. Band 488, 2012, S. 201–204, doi:10.1038/nature11322.
11. ↑  New Kenyan fossils shed light on early human evolution, eurekalert.org vom 8. August 2012.
12. ↑  Fossilienfunde aus Kenia bringen neue Erkenntnisse zur Entwicklung der Gattung Homo. Auf: eva.mpg.de vom 8. August 2012.
13. ↑  palaeo.net (Memento vom 20. Februar 2006 im Internet Archive): Homo rudolfensis (UR 501)
14. ↑  G. J. Sawyer, Viktor Deak: Der lange Weg zum Menschen…, S. 79.
15. ↑  New Fossils Put Face on Mysterious Human Ancestor. Auf: sciencemag.org vom 8. August 2012.
16. 1 2  G. J. Sawyer, Viktor Deak: Der lange Weg zum Menschen… S. 81.
17. ↑  Friedemann Schrenk: Die Frühzeit des Menschen. Der Weg zum Homo sapiens. C. H. Beck, München 1997, S. 72.
18. ↑  entnommen aus: Friedemann Schrenk: Die Frühzeit des Menschen. Der Weg zum Homo sapiens. C. H. Beck, 1997, S. 70.
19. ↑  Aufgrund des meist schlechten Erhaltenszustands variieren die Angaben zum Gehirnvolumen in Abhängigkeit von den zugrunde gelegten Fossilien. Sawyer & Deak (S. 85) erwähnen eine Spanne von 590 bis 687 cm³.
20. ↑  Skull KNM-ER 1470. Auf: talkorigins.org, zuletzt abgerufen am 31. März 2022.
21. ↑  Tina Lüdecke, Ottmar Kullmer, Ulrike Wacker, Oliver Sandrock, Jens Fiebig, Friedemann Schrenk und Andreas Mulch: Dietary versatility of Early Pleistocene hominins. In: PNAS. Band 115, Nr. 52, 2018, S. 13330–13335, doi:10.1073/pnas.1809439115.
22. ↑  Du bist, was du isst: Frühe Urmenschen ernährten sich äußerst flexibel. Auf: idw-online.de vom 13. Dezember 2018.